# ناحوم ساريج
ناحوم ساريج (بالعبرية: נחום שריג‏) (25 نوفمبر 1914 - 27 يوليو 1999) أحد أبرز قادة البلماح وقائد لواء النقب أثناء حرب 1948، وبعد ذلك تقاعد من الجيش الإسرائيلي وعاد إلى كيبوتس بيت حشيتا شطة ببيسان. شغل منصب سكرتير هاكيبوتس هاميوهاد ورئيس مجلس جلبوع الإقليمي.

## سيرة
وُلد ساريج في القدس، على حدود حي مئة شعاريم، لشراغا ويوشيف ويشفيس وهي عائلة متشددة أرثوذكسية، من الجيل السابع من القدس من سلالة الحاخام ناخوم ليفي من سديك. ذهب والده إلى الولايات المتحدة لكسب العيش ونشأ نحوم دون والده، وكان ينجذب إلى الهاغانا وحركات الشباب العلمانية في شبابه، وانضم في حركة شباب العمل الصهيوني هاماهانوت هاوليم، التي بدأ في إطارها تحقيق «مجموعة الدوائر» التي أسست كيبوتس بيت حشيتا. تزوج من الكاتبة تفكا ريج، ابنة الحاخام الدكتور جوزيف هاليفي سليجر، مؤسس مدرسة تحكومني، وكان لايب وايزفيش أحد زعماء جماعة ناطوري كارتا ابن عم ساريج وحافظا على اتصال في مرحلة البلوغ، وفي الوقت نفسه، جادلوا حول القضايا التي اختلفوا فيها.
عندما أُنشئ البلماح في 1941 انضم ساريج وخدم تحت قيادة إيغال ألون، وفي يناير 1944 تولى قيادة فرقة قامت باغتصاب فلسطينية من بيسان كإجراء رادع في نهاية عام 1944، أثناء التنظيم الأولي لسرايا البلماح في الأفواج، تم تعيينه قائدًا لكتيبة البلماح الأولى. قاد عملية تحرير المعبيليم في معسكر عتليت في أكتوبر 1945 والغارات على منشآت الرادار البريطاني على ساحل البحر المتوسط. بعد ذلك، تم تعيينه قائدًا لكتيبة البلماح الرابعة، والتي كانت في الواقع مقر وحدات البلماح الخاصة.

### خلال حرب 1948
مع اندلاع حرب 1948، تولى ساريج مسؤولية نشاط البلماح في النقب، وبعد ذلك عندما تم تنظيم لواء النقب، تلقى قيادته طوال الحرب. خلال غزو الجيش المصري والمعارك الصعبة التي دارت حول المستوطنات اليهودية في النقب، اعترض ساريج على إخلاء الأطفال والنساء من نقاط الحصار خوفًا من أن تؤدي هذه الخطوة إلى ضعف المستوطنات.
كانت العمليات الرئيسية الثلاث التي شارك فيها لواء النقب: عملية يوآب التي نجح اللواء من خلالها في احتلال بئر السبع، وعملية حوريب يعتبر التقسيم على خط بير عسلوج - عوجة الحفير، وأجزاء من شرق شبه جزيرة سيناء، وعملية عوبدا حيث تم احتلال جنوب النقب بالإضافة إلى إيلات.
عندما وصل اللواء إلى شواطئ البحر الأحمر، شارك ناحوم ساريج في حفل رفع علم الحبر في الرشراش، هو الذي أمر جنوده بإعداد العلم في نهاية عملية عوبدا، وسلموه إلى أبراهام أدان (برن) من أجل الوصول إلى أم الرشراش ورفعه هناك. تبعه ساريج في اثنين من سيارات الجيب عبرت الحدود إلى مصر مخاطرًا بوقوع هجوم عسكري مع اثنين من جنوده للوصول أولًا إلى أم الرشراش.

### بعد الحرب
استقال ساريج من الجيش في نهاية الحرب وعاد إلى كيبوتس بيت حشيتا. وفي عام 1962، حصل على المواطنة الفخرية من بئر السبع، ومن بين مهامه في السنوات التالية: شغل منصب سكرتير حركة كيبوتس (من 1967-1972) وشغل منصب رئيس مجلس جلبوع الإقليمي. بالإضافة إلى ذلك، شغل منصب سكرتير في 10 قمم.
بعد حرب اكتوبر التي قُتل فيها ابنه الشاعر والملحن جوزيف ساريج كان البادئ الرئيسي للحركة التطوعية المسماة «اللواء الأزرق» وكان نشطًا في قواعد الجيش الإسرائيلي لإعادة تأهيل نظام النقل والإمداد. وبالإضافة إلى ذلك، بدأ إنشاء حركة تطوعية أخرى، «أبيتز» للمساعدة في تحصين المستوطنات الشمالية.
الابن الآخر لناحوم ساريج كان ران ساريج قائد اللواء 179 خلال حرب اكتوبر، ثم نائب قائد الفرقة
في عام 1984 كان أحد مؤسسي جمعية البلماح، والتي كان هدفها هو إدامة أنشطة البلماح وعمل رئيسًا لها حتى وفاته.
توفي ناحوم ساريج في 27 يوليو 1999 (14 أب 5759 حسب التقويم العبري) ودُفن بجانب زوجته تكفا في كيبوتس بيت حشيتا.

## لمزيد من الاطلاع
- جفعاتي "، بصفة عامة، والنار - تاريخ الكتيبة 9،" تل أبيب: نظم ونشر وزارة الدفاع، تس "الثانية - 1994 .
- مردخاي ناعور، «عمود النار على الكرمل: عمليات البلمش ضد محطات الرادار البريطانية 1946-1947»، مطبعة وزارة الدفاع، 2006 .
- مائير بايل، أبراهام زوهار وأزريل رونين، «البلماح: شركات الهاغانا في الهاغاناه، 1941-1949»، تل أبيب: مطبعة وزارة الدفاع وجمعية غليلي، 2008 .

## وصللات خارجية
- صفحة في ذاكرته ، على موقع كيبوتس بيت حشيتا
- السيرة الذاتية من «يغئال آلون البيت»
- سيرة مجلس جلبوع الإقليمي
- كارني آم آد، أين كنت في 10 أكتوبر 1945؟ ، «كيبوتس»، 4 مارس 2004.